# Comandancia general de las Provincias Internas
La comandancia general de las Provincias Internas fue una división territorial político-militar del Imperio español que comprendía la parte septentrional del virreinato de Nueva España, dentro del distrito jurisdiccional de la Real Audiencia de Guadalajara, abarcando territorios que hoy forman parte de México y de los Estados Unidos. Fue creada por el rey Carlos III mediante una real cédula del 22 de agosto de 1776, dando al comandante general facultades equiparables a las del virrey de Nueva España, aunque posteriormente alternó períodos de obediencia al virrey e independencia de él, junto con divisiones de la comandancia, reunificaciones y separación de provincias. El nombre provincias internas refiere a los territorios del virreinato que se fueron agregando a los reinos originales del mismo, formando su frontera septentrional.
En su momento de mayor extensión la comandancia general comprendió los ocho gobiernos militares siguientes: Sonora y Sinaloa, las Californias, Coahuila, Nuevo Reino de León, Nuevo Santander, Texas, Nueva Vizcaya, y Nuevo México.

## Creación de la comandancia general

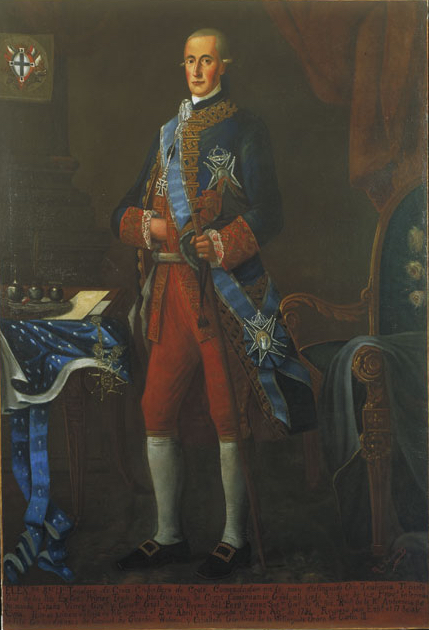
Teodoro de Croix, primer comandante general de las Provincias Internas.

Esta comandancia general había sido considerada por la monarquía desde 1752 y fue propuesta por el visitador general de Nueva España José de Gálvez y por el virrey Carlos Francisco de Croix en una carta al rey de fecha 23 de enero de 1768, razón por la cual éste la aprobó en julio de 1769 designando al general Teodoro de Croix, sobrino del virrey, como gobernador y comandante general de las provincias de Sinaloa, Sonora, Californias y Nueva Vizcaya. Sin embargo de la designación, la comandancia no se efectivizó hasta que el rey expidió instrucciones al comandante general por real cédula del 22 de agosto de 1776, estando ya José de Gálvez al frente de la Secretaría de Estado y del Despacho Universal de Indias:

1°. Supuesto que por mi real título despachado a vuestro favor os tengo dada la jurisdicción y amplias facultades que necesitáis como gobernador y comandante general de las expresadas provincias y todas sus fronteras, declaro, por esta Instrucción y Real Cédula, que en vuestro mando superior se han de entender incluidos y agregados los Gobiernos Subalternos de Coaguila, Texas y Nuevo México con sus presidios y todos los demás. Se hallan situados en el cordón o línea establecida en ellos desde el Golfo de California hasta la Bahía del Espíritu Santo, según mi reglamento y real instrucción dada en 10 de septiembre de 1772, que haréis observar con la mayor puntualidad y en la misma forma que estaba cometida a mi virrey de Nueva España.

La nueva demarcación tenía como finalidad dar un mando militar unificado a las provincias septentrionales de la Nueva España, mejorar su defensa y promover la expansión y colonización del territorio, que era amenazado por la expansión de Rusia, Francia, Gran Bretaña, y por la naciente república de los Estados Unidos. La mayor amenaza, sin embargo, eran las incursiones y rebeliones indígenas. En las instrucciones a Croix el rey dispuso que la comandancia general fuese solo nominalmente dependiente del virrey:

2°. Aunque en todas las disposiciones y providencias de vuestro gobierno y capitanía general dependeréis sólo de mi real persona y de las órdenes que yo os dirigiere por la vía reservada de Indias, daréis noticia al virrey de México de las novedades interesantes y acaecimientos más notables que ocurrieren en las provincias de vuestro mando, para que se halle instruido aquel jefe superior del reino de todo lo que sobrevenga en sus países internos y os facilite los auxilios que necesitareis, como mando que lo ejecute siempre que se lo pidieseis (...)
 3°. Asimismo declaro que en las provincias de vuestro gobierno habéis de ejercer la superintendencia general de mi real hacienda con inmediata dependencia de mi real persona y vía reservada de Indias, como por las leyes de ellas las tienen los virreyes de aquellos dominios y la continuará el de México de todo lo restante de la Nueva España.
4°. Os concedo igualmente las amplias facultades que por las mismas leyes de Indias competen a los virreyes y gobernadores pretoriales en el ejercicio de mi real patronato (...)

El rey dispuso que la sede del comandante fuese inicialmente el pueblo de Arizpe, pudiendo éste elegir otro lugar si así le convenía. Arizpe era la sede de la intendencia creada experimentalmente por Gálvez en 1770, abarcando el gobierno de Sonora y Sinaloa:

5°. Con la mira de que os halléis siempre en proporción de ocurrir personalmente o con oportunas providencias a los parajes más distantes de vuestro gobierno, estableceréis por ahora la capital de vuestra residencia en el pueblo de Arizpe, situado sobre el río de Sonora y cercano a la frontera de aquellas provincia, por estar casi a igual distancia de las de Nueva Vizcaya y Californias; y desde luego os podéis alojar en la casa contigua a la iglesia que fabricaron los misioneros expatriados, ínterin se construye otra en el mismo pueblo o donde más convenga.

Teodoro de Croix arribó a la Ciudad de México en diciembre de 1776 y desde allí inició su gestión como comandante general en febrero de 1777, arribando a la ciudad de Durango en septiembre de ese año. Luego de inspeccionar las provincias de Coahuila, Texas y Chihuahua, llegó a Arizpe en la provincia de Sonora en octubre de 1779 para instalar allí su residencia, declarándola capital de la comandancia por bando del 12 de enero de 1780. En Arizpe Croix creó una casa de moneda y en 1782 el Banco de San Carlos. Como auditor de guerra y asesor fue designado Pedro Galindo Navarro.
Debido a lo extenso de su jurisdicción, en 1782 Croix solicitó el nombramiento de un comandante inspector, siendo designado el gobernador de las Californias, brigadier Felipe de Neve.
El 17 de marzo de 1783 el rey decidió la creación del obispado de Sonora, comprendiendo esa provincia y las de Sinaloa y las Californias, designado como primer obispo a fray Francisco Antonio de los Reyes. Las Californias fueron separadas del obispado de Guadalajara, mientras que Sonora y Sinaloa lo fue del obispado de Durango.
Teodoro de Croix permaneció en el cargo hasta agosto de 1783 cuando fue designado virrey del Perú, siendo sucedido por el hasta entonces inspector general de las Provincias Internas, Felipe de Neve, quien fue comandante general hasta su muerte el 21 de agosto de 1784. 
El 21 de mayo de 1785 los distritos de Saltillo y de Parras fueron separados de la provincia de Nueva Vizcaya (hoy Durango) e incorporados a la de Coahuila, lo que fue confirmado por el comandante general el 30 de mayo de 1787.

## Subdivisión de la comandancia general en tres distritos militares
Por instrucciones de la Real Audiencia de Guadalajara el coronel José Antonio Rengel de Alcaraz y Páez (o Rangel) sucedió interinamente en el cargo a Neve hasta que en 1786 fue nombrado Jacobo Ugarte y Loyola, decidiendo el rey que la comandancia quedara bajo la dependencia del virrey Bernardo de Gálvez y Madrid, quien tenía particular interés en la frontera norte debido a que previamente fue gobernador de la Luisiana española. Rengel decidió el traslado de la capital a la villa de Chihuahua. El 26 de agosto de 1786 el virrey comunicó instrucciones (286 artículos) al comandante general para reglar la manera de gobernar las Provincias Internas. Dispuso que la comandancia general fuese dividida en tres distritos militares: uno bajo el mando directo del comandante general comprendiendo las provincias de Sonora y Sinaloa y de las Californias; otro al mando de Juan de Ugalde con el título de comandante de armas, comprendiendo en la parte oriental las provincias de Coahuila, Nuevo León, Nuevo Santander, Texas, y los distritos de Parras y Saltillo; el tercer distrito militar quedó al mando de José Antonio Rengel de Alcaraz y Páez con el título de comandante inspector, comprendiendo en la parte occidental las provincias de Nueva Vizcaya y Nuevo México. Al morir el virrey Gálvez el 30 de noviembre de 1786 el comandante general recuperó su autonomía respecto del nuevo virrey. 

## Implementación de las intendencias
El visitador Gálvez propuso en 1769 al virrey Croix la creación de las intendencias de las Californias y de Sonora, designando el virrey a Matías de Armona y luego a Felipe Barri para la primera y a Eusebio Ventura Beleña para la segunda, pero no se llegaron a implementar. El 18 de junio de 1770 el virrey Croix designó a Pedro Corbalán como intendente interino de Sonora poniendo en funcionamiento la intendencia de Arizpe bajo subordinación del gobernador de Sonora y Sinaloa hasta que ambos cargos fueron reunidos en 1777, permaneciendo Corbalán en esas funciones hasta 1787.
Como parte de las denominadas reformas borbónicas el 4 de diciembre de 1786 el rey Carlos III firmó la Real Ordenanza de Intendentes de Ejército y Provincia de Nueva-España que creó doce intendencias en el virreinato de Nueva España, reemplazando por partidos a los corregimientos, alcaldías mayores y otras jurisdicciones provinciales. El virrey fue confirmado en todas sus atribuciones, aunque debió dejar los asuntos de la Real Hacienda en manos de un superintendente subdelegado de Real Hacienda, del cual dependían 11 intendentes de provincia. 
El gobierno de Nueva Vizcaya formó la intendencia de Durango, con Felipe Díaz de Ortega como primer intendente, y las provincias de Coahuila (con Saltillo y Parras), Texas, Nuevo León, y Nuevo Santander quedaron bajo la dependencia de la intendencia de San Luis Potosí en cuanto a los asuntos de la Real Hacienda, mientras que en el mismo ramo quedó bajo jurisdicción directa del virrey la provincia de Nuevo México. Los intendentes gobernadores reunieron bajo su mando las causas (o ramos de gobierno) de justicia, policía, hacienda y guerra, dependiendo del comandante general en las dos primeras los intendentes de Arizpe y de Durango. 
Pese al intento de 1769, las Californias quedaron excluidas del régimen de intendencias y siguieron en los asuntos de Real Hacienda bajo dependencia directa del comandante general, lo cual fue expresado en el artículo I de la ordenanza: A fin de que mi Real voluntad tenga su pronto y debido efecto, mando se divida por ahora en doce Intendencias el distrito de aquel Imperio, sin incluir las Californias.
El 17 de marzo de 1787 el rey dispuso la creación de la intendencia de Sinaloa, separándola de la Arizpe, nombrando al coronel Agustín de las Cuentas Zayas como gobernador intendente, pero una real orden del 30 de julio de 1789 anuló esa creación antes de que se llevara a efecto, pasando Cuentas Zayas a ser intendente de Chiapas.
El 11 de septiembre de 1813 las Cortes crearon la intendencia de Saltillo, incluyendo Coahuila, Texas, Nuevo Reino de León y Nuevo Santander, pero no llegó a ser puesta en vigencia al ser derogado el decreto poco después.

## División de la comandancia general
Por orden del rey en marzo de 1787 la autoridad virreinal fue restaurada sobre la comandancia general y el 3 de diciembre de 1787 el virrey Manuel Antonio Flórez Maldonado la dividió en dos comandancias generales separadas por el río Guanaval, con jurisdicción solo militar, pues los intendentes retuvieron sus funciones: 

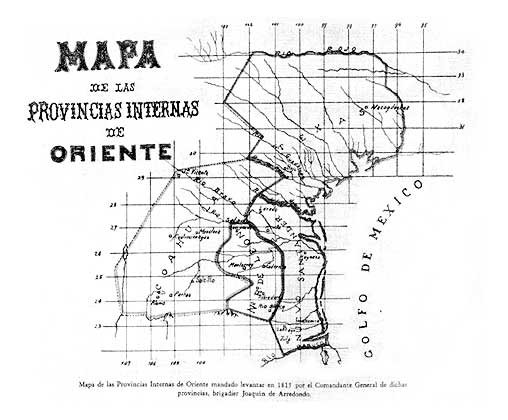
Mapa de las Provincias Internas de Oriente realizado por Joaquín de Arredondo.

- Comandancia general de las Provincias Internas del Poniente, comprendiendo las provincias de Nueva Navarra, las Californias, Nueva Vizcaya, y Nuevo México, con Ugarte como comandante general y Arizpe como capital;

- Comandancia general de las Provincias Internas del Oriente, comprendiendo las provincias de Texas, Nuevo Reino de León (hoy en día Nuevo León), Nuevo Santander (hoy en día Tamaulipas y sur de Texas, y Coahuila (que incluía parte del actual territorio de Texas), incluyendo las jurisdicciones del Saltillo y Parras. Ugalde quedó como comandante general y Santa Rosa (actual Múzquiz) como capital.[10]

En 1787 se consideró crear una real audiencia con jurisdicción sobre las Provincias Internas, pero el proyecto no se llevó a efecto. El virrey mantuvo una autoridad limitada sobre las dos comandancias generales hasta que el rey dispuso el 11 de marzo de 1788 restaurar la plena autoridad virreinal sobre ellas y abolir el cargo de comandante inspector.
En 1790 Ugarte fue remplazado por Pedro de Nava en el Poniente, y en 1791 ocupó también provisionalmente el cargo en el Oriente al renunciar Ugalde, hasta que asumió Ramón de Castro y Gutiérrez.

## Reunificación
En noviembre de 1790 el rey Carlos IV dispuso que la comandancia general fuese reunificada y nuevamente independizada del control del virrey, pero volvió a sufrir cambios en 1791 y por real orden del 24 de noviembre de 1792 retornó al control del virrey. Pedro de Nava asumió en 1793 como comandante general nuevamente sin dependencia del virrey, independizándolo también del superintendente de Real Hacienda de México. Nava trasladó la capital a la villa de Chihuahua. Se dispuso también en 1793 que las Californias, el Nuevo Reino de León y Nuevo Santander se pusieran bajo gobernadores militares directamente sujetos al virrey y separados de la comandancia general. 
El 28 de marzo de 1797 el ingeniero militar Juan de Pagazaurtundúa, quien estuvo destinado en las Provincias Internas, envió al teniente general Luis Huet un escrito titulado Sucinta Descripción de las Provincias Internas en el que expresó:

Consecuente al oficio de V. E. de el que sigue, en que me pide una prolixa descripcion de las Provincias Internas de el Reyno de Nueva España, en virtud de el largo tiempo, qe en ellas é estado destinado; debo decir a V. E. que dhas. provincias son cinco; á saber Sonora, Nueva-Vizcaya, Nuevo-Mexico, Coaguila, y Tejas; compreendidas entre los 26.º 30' y 39.º de latitud Norte, y los 257.º y 282.º de longitud Oriental de Tenerife, todas en el dia bajo las ordenes de un Comandante Gral. con sueldo de 15000. duros anuales, quien tiene dos Ayudantes Inspectores con el de 3000. cada uno; independientes del Virreinato de Mexico: media el Golfo californico entre la Sonora, y California, y esta está á las ordenes de el Virrey de México. (...)
Aunque el Nuevo Santander, y Nuevo Reyno de León colindan con Coaguila y Texas, no se consideran como Provincias internas.

## Nueva división

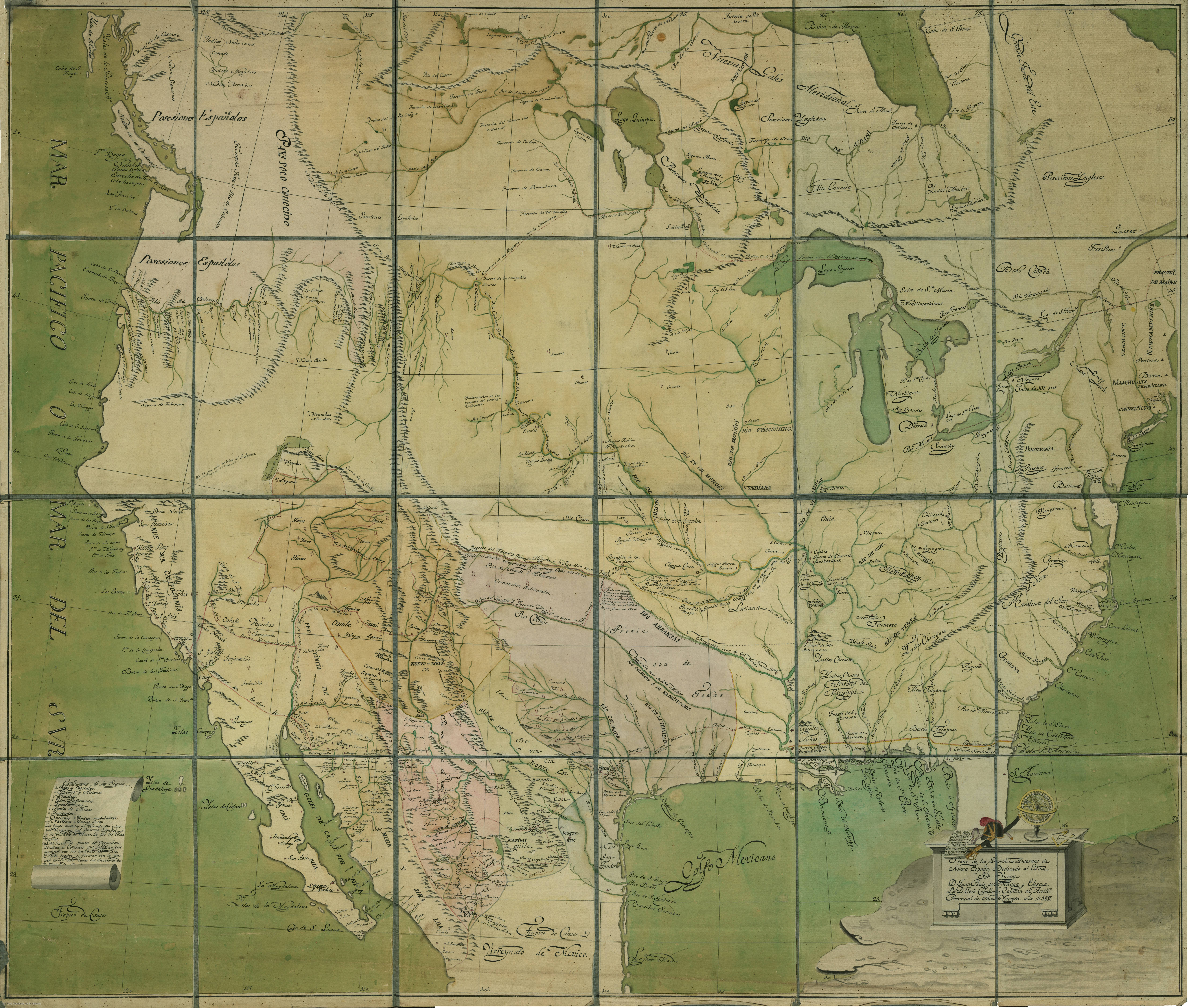
Mapa español de 1817 de las Provincias Internas de Nueva España.

Nava fue comandante general hasta 1804, cuando fue remplazado por Pedro Grimarest y poco después por Nemesio Salcedo y Salcedo. El 30 de mayo de 1804 el rey ordenó una nueva división en comandancias de Oriente y Poniente, pero la orden no se cumplió. El 1 de mayo de 1811 el rey ordenó nuevamente la división de la comandancia general, pero se retrasó hasta que Salcedo y Salcedo fue remplazado en 1813 por dos comandantes generales: Simón Herrera y Leyva (remplazado ese año por Joaquín de Arredondo, tras su ejecución por los insurgentes en San Antonio) en el Oriente y Bernardo Bonavia y Zapata en el Occidente. Arredondo se mantuvo en el gobierno hasta 1817, mientras que Bonavia y Zapata fue remplazado ese año por Alejo García Conde, quien gobernó hasta 1821.
En 1810 se produjo el inicio de la guerra de independencia en Nueva España, enviando Miguel Hidalgo a José María González de Hermosillo hacia las Provincias Internas para propagar la insurrección. González de Hermosillo logró ocupar El Rosario el 21 de diciembre de 1810 y saquear la Real Caja de la intendencia de Arizpe, pero fue completamente derrotado por el intendente brigadier Alejo García Conde en San Ignacio Piaxtla el 7 de febrero de 1811, retornando con los restos de su división a Jalisco.
En 1812 Nuevo Santander volvió a integrarse en las Provincias Internas del Oriente.
En marzo de 1812 al sancionarse la Constitución de Cádiz, ésta dividió el virreinato en provincias gobernadas por jefes políticos superiores, sin establecer cuáles eran esas provincias, lo que se haría luego que las circunstancias políticas de la Nación lo permitan. Esta constitución establecía que el territorio español era: en la América septentrional: Nueva España con la Nueva Galicia y península de Yucatán, Guatemala, provincias internas de Oriente, provincias internas de Occidente, (...)
Por un decreto de 1812 se crearon las diputaciones provinciales en los territorios nombrados en la constitución:
- Diputación provincial de las Provincias Internas de Oriente: con sede en Monterrey, comprendía los gobiernos de Nuevo León, Coahuila, Nuevo Santander, y Texas.
- Diputación provincial de las Provincias Internas de Occidente: con sede en Durango, comprendía las intendencias de Arizpe y Durango y los gobiernos de Nuevo México, Baja California, y Alta California.[15]

El 4 de mayo de 1814 el rey Fernando VII declaró nula la Constitución de Cádiz y se restableció el virreinato de Nueva España el 11 de agosto de 1815, disolviendo las diputaciones provinciales antes de que se hubieran podido establecer en las Provincias Internas. El 7 de marzo de 1820, debido a la revolución liberal en España, se volvió al sistema de 1812, restableciendo la Constitución de Cádiz y el virreinato desapareció definitivamente el 31 de mayo de 1820 al ser jurada por el virrey. Las diputaciones provinciales fueron establecidas en las Provincias Internas.
En 1819 fue firmado (ratificado en 1821) el Tratado de Adams-Onís entre España y los Estados Unidos de América, que fijó el límite de las Provincias Internas con este último país, ratificando la posesión española de Texas y entregando a los EE. UU. la Florida española y los derechos sobre el Territorio de Oregón y Nutca.
El 4 de agosto de 1821 el insurgente Celestino Negrete empezó el sitio de la ciudad de Durango, que era defendida por el gobernador intendente Diego García Conde y por el mariscal de campo José de la Cruz, finalizando con su toma el 6 de septiembre. El 14 de agosto de 1821 el iturbidista Gaspar Antonio López asumió como comandante general de las Provincias Internas de Oriente en Monterrey. En las Provincias Internas de Occidente a fines de agosto de 1821 el comandante general Alejo García Conde pactó con Negrete y adhirió al Plan de Iguala proclamado por Agustín de Iturbide, haciéndolo jurar en Chihuahua el 26 de agosto y en Arizpe el 6 de septiembre. El alférez y desde junio gobernador imperial de Baja California, Fernando de la Toba, se adhirió a la independencia el 25 de febrero de 1822 en San Antonio (La Paz), renunciando el gobernador español José Darío Argüello y Pablo Vicente de Solá dejaba el cargo de gobernador de la Alta California al gobernador Imperial Luis Antonio Argüello el 10 de noviembre. Poniendo fin al dominio español en el norte de Nueva España.